# ナショナルリーグ (イングランドのサッカー)
ナショナルリーグ（National League）は、イングランドのサッカーリーグおよびそのディヴィジョン（5部）の名称。2015年以前のリーグの旧称はフットボール・カンファレンス（Football Conference）でディヴィジョンの旧称はカンファレンスナショナル（Conference National）。最上位であるプレミアリーグから数えて4つ下のディビジョン、実質5部にあたる。
リーグは24クラブで構成され、優勝クラブはEFLリーグ2へ昇格する。2位から7位の6クラブはレギュラーシーズン終了後にプレーオフを行い、勝者がリーグ2へ昇格する。また、下位4チームは本拠地の位置よって、下位のディビジョンであるナショナルリーグ・ノースかナショナルリーグ・サウスのいずれかに降格する。

## 所属クラブ（2022-23シーズン）
以下の一覧は、クラブ名から略号のFC（フットボールクラブ）を省いた。
- オールダーショット・タウン
- アルトリンチャム
- バーネット
- ボレアム・ウッド
- ブロムリー
- チェスターフィールド
- ダゲナム・アンド・レッドブリッジ
- ドーキング・ワンダラーズ
- イーストリー
- ゲーツヘッド
- ハリファクス・タウン
- メイデンヘッド・ユナイテッド
- メイドストーン・ユナイテッド
- ノッツ・カウンティ
- オールダム・アスレティック
- ソーリハル・ムーアズ
- サウスエンド・ユナイテッド
- スカンソープ・ユナイテッド
- トーキー・ユナイテッド
- ウィールドストーン
- ウォキング
- レクサム
- ヨーヴィル・タウン
- ヨーク・シティ

## 歴代昇格チーム
| シーズン    | 優勝                             | プレーオフ優勝                   |
| ----------- | -------------------------------- | -------------------------------- |
| 1979–80     | アルトリンチャム                 |                                  |
| 1980–81     | アルトリンチャム (2)             |                                  |
| 1981–82     | ランコーン                       |                                  |
| 1982–83     | エンフィールド                   |                                  |
| 1983–84     | メイドストーン・ユナイテッド     |                                  |
| 1984–85     | ウィールドストーン               |                                  |
| 1985–86     | エンフィールド (2)               |                                  |
| 1986–87     | スカボロー                       |                                  |
| 1987–88     | リンカーン・シティ               |                                  |
| 1988–89     | メイドストーン・ユナイテッド (2) |                                  |
| 1989–90     | ダーリントン                     |                                  |
| 1990–91     | バーネット                       |                                  |
| 1991–92     | コルチェスター・ユナイテッド     |                                  |
| 1992–93     | ウィコム・ワンダラーズ           |                                  |
| 1993–94     | キダーミンスター・ハリアーズ     |                                  |
| 1994–95     | マクルズフィールド・タウン       |                                  |
| 1995–96     | スティヴネイジ・バラ             |                                  |
| 1996–97     | マクルズフィールド・タウン (2)   |                                  |
| 1997–98     | ハリファクス・タウン             |                                  |
| 1998–99     | チェルトナム・タウン             |                                  |
| 1999–00     | キダーミンスター・ハリアーズ (2) |                                  |
| 2000–01     | ラシュデン&ダイアモンズ          |                                  |
| 2001–02     | ボストン・ユナイテッド           |                                  |
| 2002–03     | ヨーヴィル・タウン               | ドンカスター・ローヴァーズ       |
| 2003–04     | チェスター・シティ               | シュルーズベリー・タウン         |
| 2004–05     | バーネット (2)                   | カーライル・ユナイテッド         |
| 2005–06     | アクリントン・スタンリー         | ヘレフォード・ユナイテッド       |
| 2006–07     | ダゲナム&レッドブリッジ          | モアカム                         |
| 2007–08     | オールダーショット・タウン       | エクセター・シティ               |
| 2008–09     | バートン・アルビオン             | トーキー・ユナイテッド           |
| 2009–10     | スティヴネイジ・バラ (2)         | オックスフォード・ユナイテッド   |
| 2010–11     | クローリー・タウン               | AFCウィンブルドン                |
| 2011–12     | フリートウッド・タウン           | ヨーク・シティ                   |
| 2012–13     | マンスフィールド・タウン         | ニューポート・カウンティ         |
| 2013–14     | ルートン・タウン                 | ケンブリッジ・ユナイテッド       |
| 2014–15     | バーネット(3)                    | ブリストル・ローヴァーズ         |
| 2015-16     | チェルトナム・タウン (2)         | グリムズビー・タウン             |
| 2016-17     | リンカーン・シティ (2)           | フォレストグリーン・ローヴァーズ |
| 2017-18     | マクルズフィールド・タウン (3)   | トレンメア・ローヴァーズ         |
| 2018-19     | レイトン・オリエント             | サルフォード・シティ             |
| 2019-20     | バロー                           | ハローゲート・タウン             |
| 2020-21     | サットン・ユナイテッド           | ハートリプール・ユナイテッド     |
| 2021-22     | ストックポート・カウンティ       | グリムズビー・タウン             |
| 注 1. 2. 3. |                                  |                                  |

## シーズン別大会名
冠スポンサー名をいただいた名称を一覧にする。
- Gola League （1984-1986）
- GM Vauxhall Conference （1986-1998）
- Nationwide Conference （1998-2007）
- Blue Square Premier（2007-2010）
- Blue Square Bet Premier（2010-2013）
- The Skrill Premier（2013-2014）
- Vanarama Conference（2014-2015）
- Vanarama National League （2015-）